# René Beeh
René Beeh   (Estrasburg, 28 de febrer de 1886 - Estrasburg, 23 de gener de 1922) va ser un dibuixant i pintor alemany d’Alsàcia. Va ser considerat en gran estima pels seus contemporanis i anomenat el geni que s'acosta (das kommende Genie) per l'historiador de l'art Wilhelm Hausenstein, però amb la seva mort prematura, ha estat majoritàriament oblidat.

## Vida i obra
Beeh va ser ensenyat a l’Escola de Belles Arts d’Estrasburg des de 1900 fins a 1905, després a l'Acadèmia de Belles Arts de Munic (estudiant número 2936, registrat el 9 de maig de 1905), on els seus professors van ser Peter Halm, Hugo. von Habermann i Franz von Stuck. El 1910, va viatjar a l'Algèria francesa on va romandre fins al 1911, abans de viatjar per Itàlia i la Provença. El 1914 va publicar una selecció de cartes d'Algèria juntament amb seixanta dibuixos, sota el títol M'Barka. Malerbriefe aus Algerien mit sechzig Zeichnungen.
Durant la Primera Guerra Mundial, Beeh va ser designat com a agrimensor per a l'Exèrcit Imperial Alemany al front occidental de Bèlgica (al riu Ypres) i el nord de França. Alguns dels seus dibuixos de guerra es van publicar a la revista de Munic Zeit-Echo. Després de la guerra, Beeh, que patia depressió, es creu que va destruir gran part de la seva pròpia obra. Va morir a causa d'un cas greu de grip estacional als 36 anys.
Beeh va ser membre de la Neue Münchner Secession (Nova Secessió de Munic). També va ser amic de diversos membres del grup de pintors d'Estrasburg Groupe de Mai.
El 1914, Beeh va il·lustrar un llibre que celebrava el centenari de Gottfried Keller, i el 1919−1920, la novel·la Inferno d’August Strindberg. També va il·lustrar una edició de 1918 de L'aranya negra de Jeremias Gotthelf, i va col·laborar a la revista periòdica Münchner Blätter für Dichtung und Graphik ('Diari de Munic per a poesia i gràfics') juntament amb Paul Klee, Heinrich Campendonk i Alfred Kubin.

### La Revolució
L'obra supervivent més ambiciosa de l'artista és la gran pintura La Révolution (oli sobre tela, 120,5 cm x 156,5 cm , pintat entre 1918 i 1919), una representació nefasta dels esdeveniments de novembre de 1918 a Estrasburg utilitzant només tints i tons d’ocre i marró. El quadre mostra un petit grup d'homes vists de molt a prop que estan agafant rifles i semblen disposats a llançar un assalt; però en comptes d'avançar cap a l'espectador, miren una figura amb roba de treball, que s'asseu immòbil amb una expressió inescrutable. L'acció sembla congelada i el temps sembla suspès en el mateix moment en què esclata la violència.

## Posteritat
El 2008, el Musée historique de Haguenau va organitzar una exposició de les seves obres, la primera a França des de la seva prematura mort, 86 anys abans. El Musée d'art moderne et contemporain d'Estrasburg posseeix 100 obres (a partir del 5 d'abril de 2024) de Beeh: 54 gravats, 36 dibuixos i 10 quadres, entre els quals dos autoretrats, un retrat del pare de l'artista i de la germana de l'artista., i La Révolution. El Museu d'Art del Comtat de Los Angeles posseeix actualment 83 obres de l'artista, dibuixos i gravats, i el Museu d'Art Modern posseeix actualment 27 obres, també dibuixos i gravats.

## Galeria

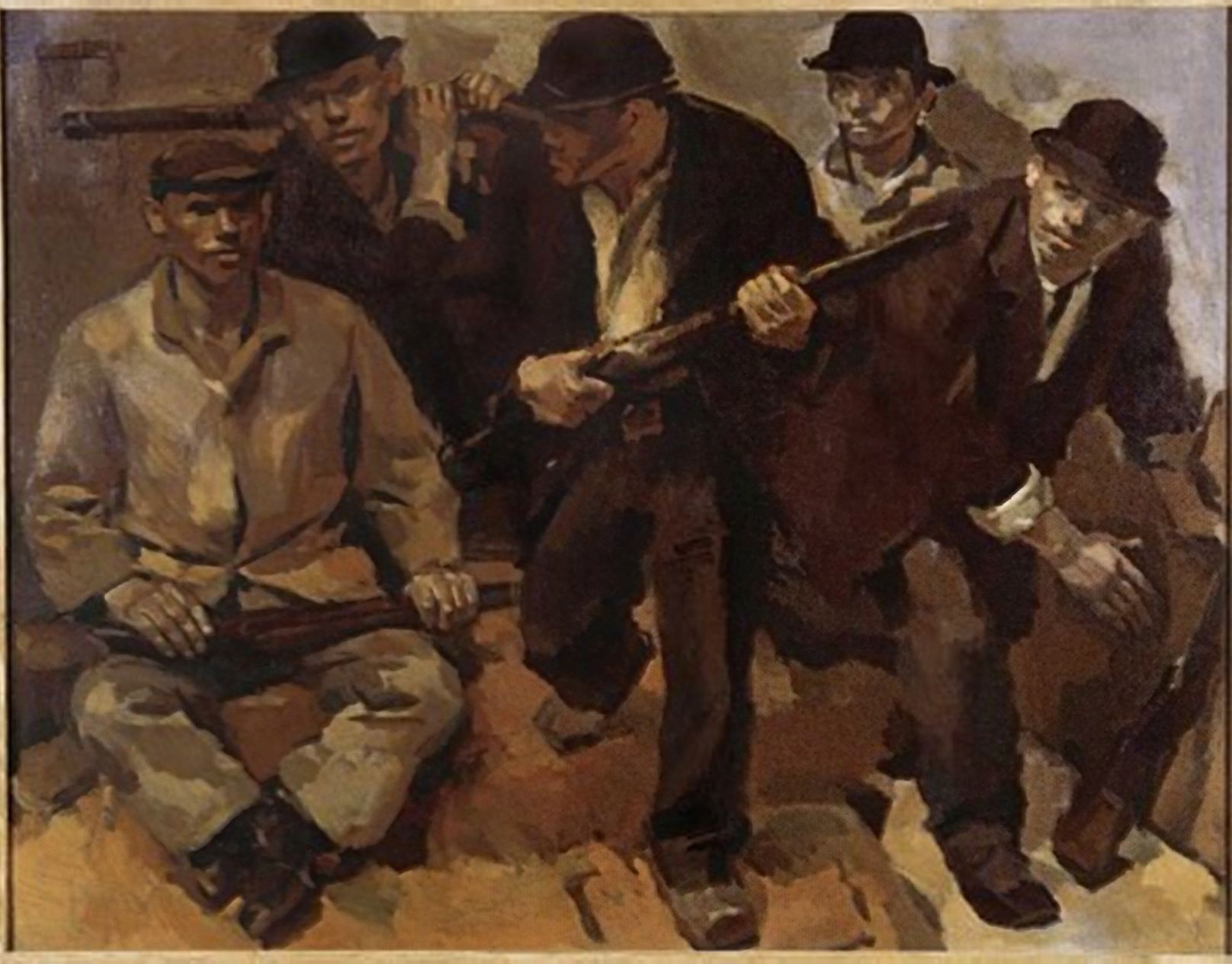
La revolució (1918-1919)
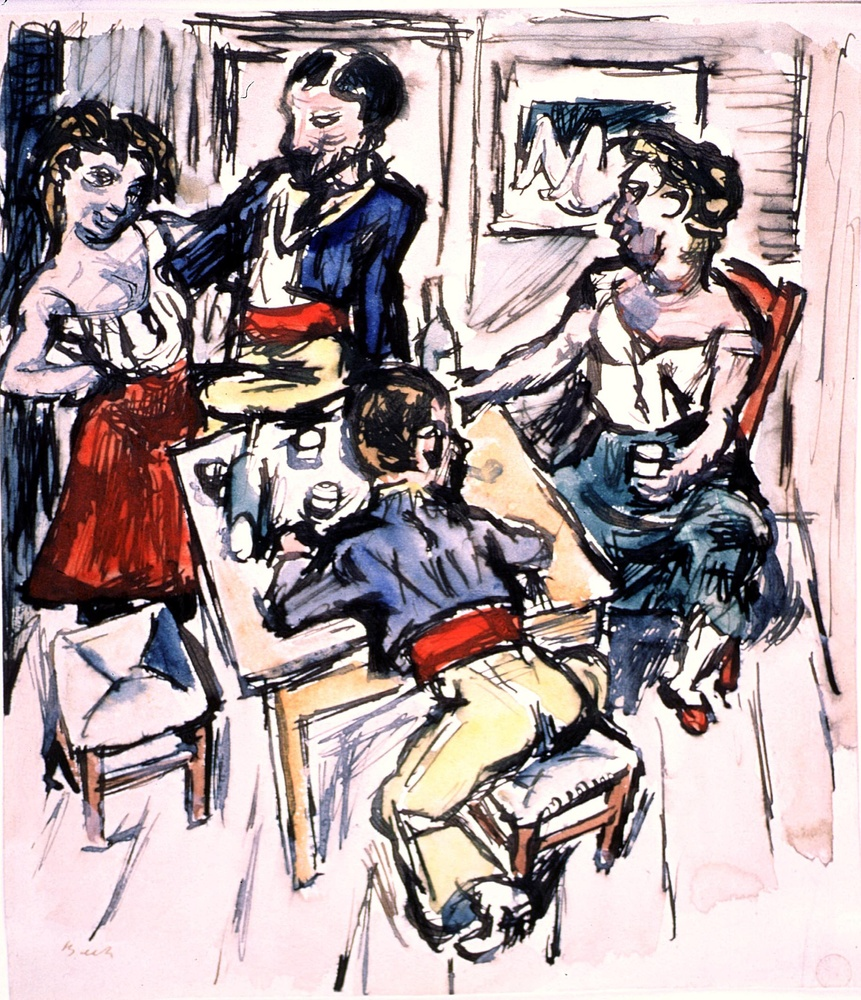
Escena del prostíbul a Algèria (1915)
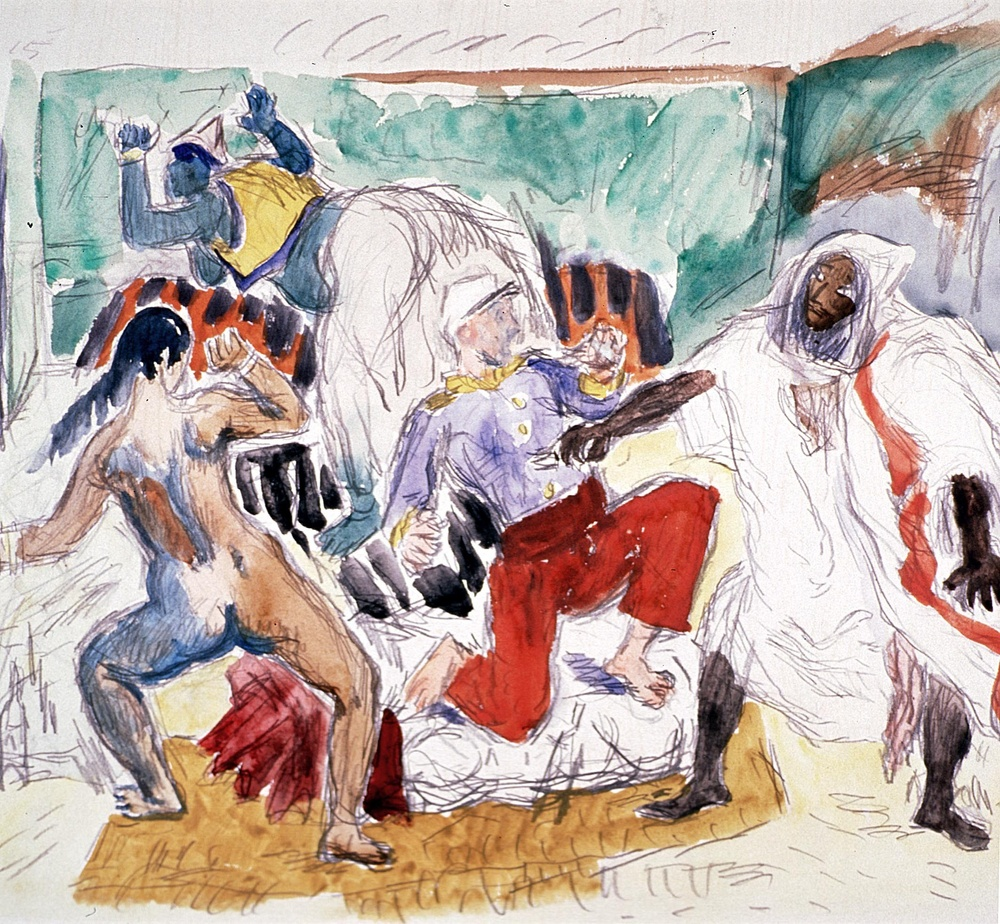
Legionari francès apunyalat per un algerià (1915)
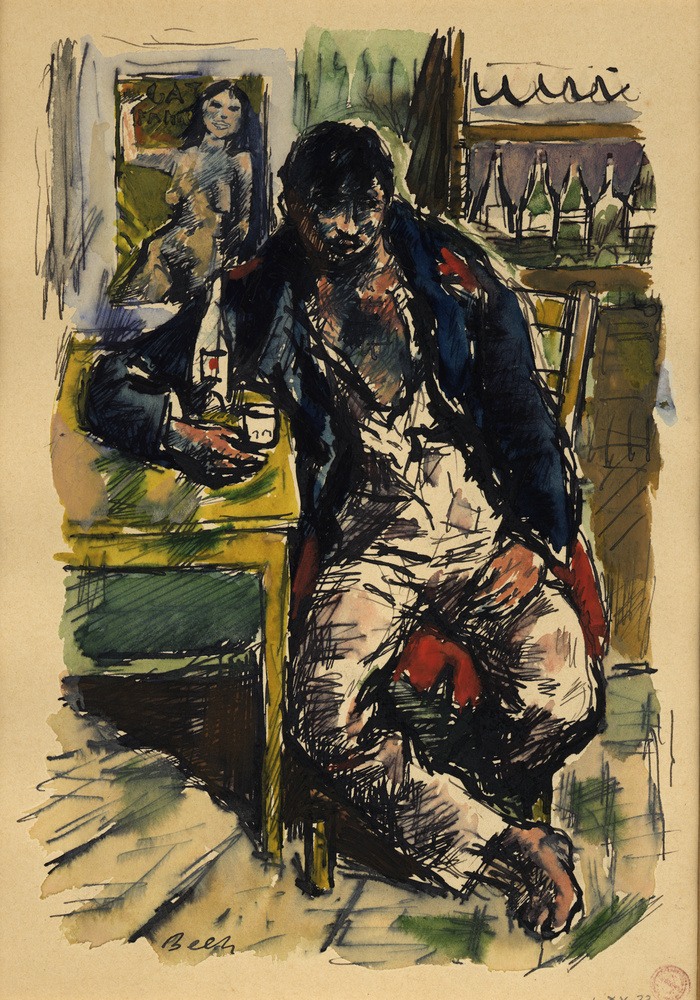
Home assegut en un bar (abans de 1922)
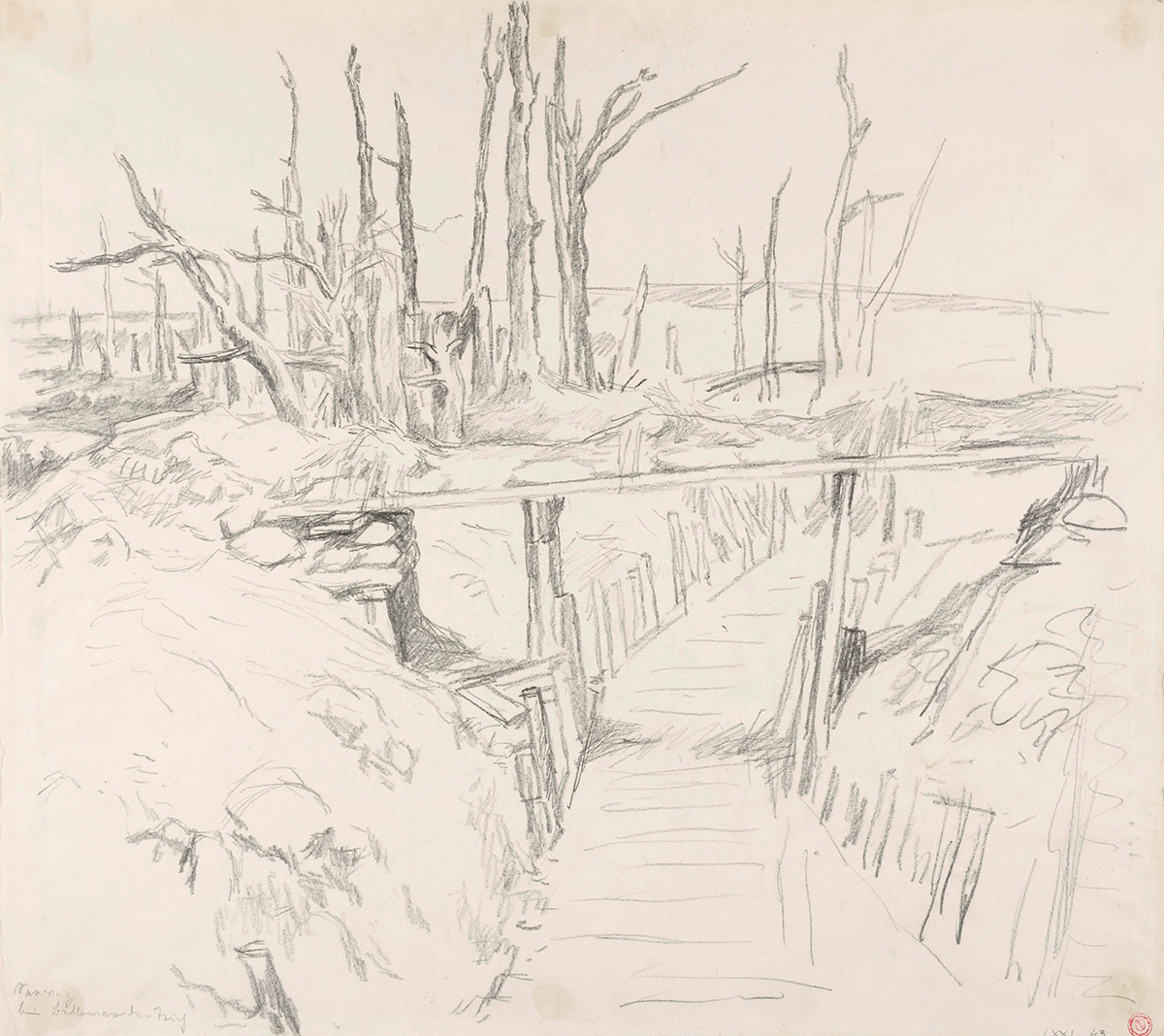
Trinxera (entre 1915 i 1918)
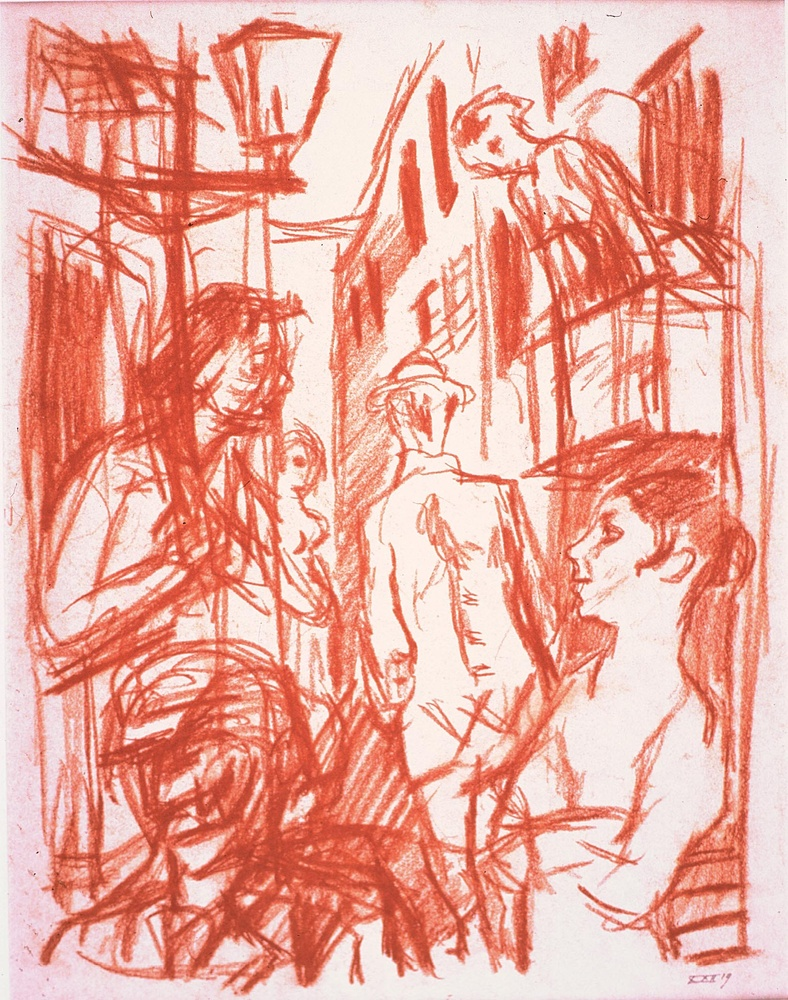
carreró sense sortida (projecte per un infern de Strindberg, 1919)